# Palazzo Schneiderff
Palazzo Schneiderff è un edificio storico del centro di Firenze, zona Oltrarno, con l'ingresso antico su piazza Nazario Sauro 1, angolo lungarno Guicciardini. 

## Storia e descrizione

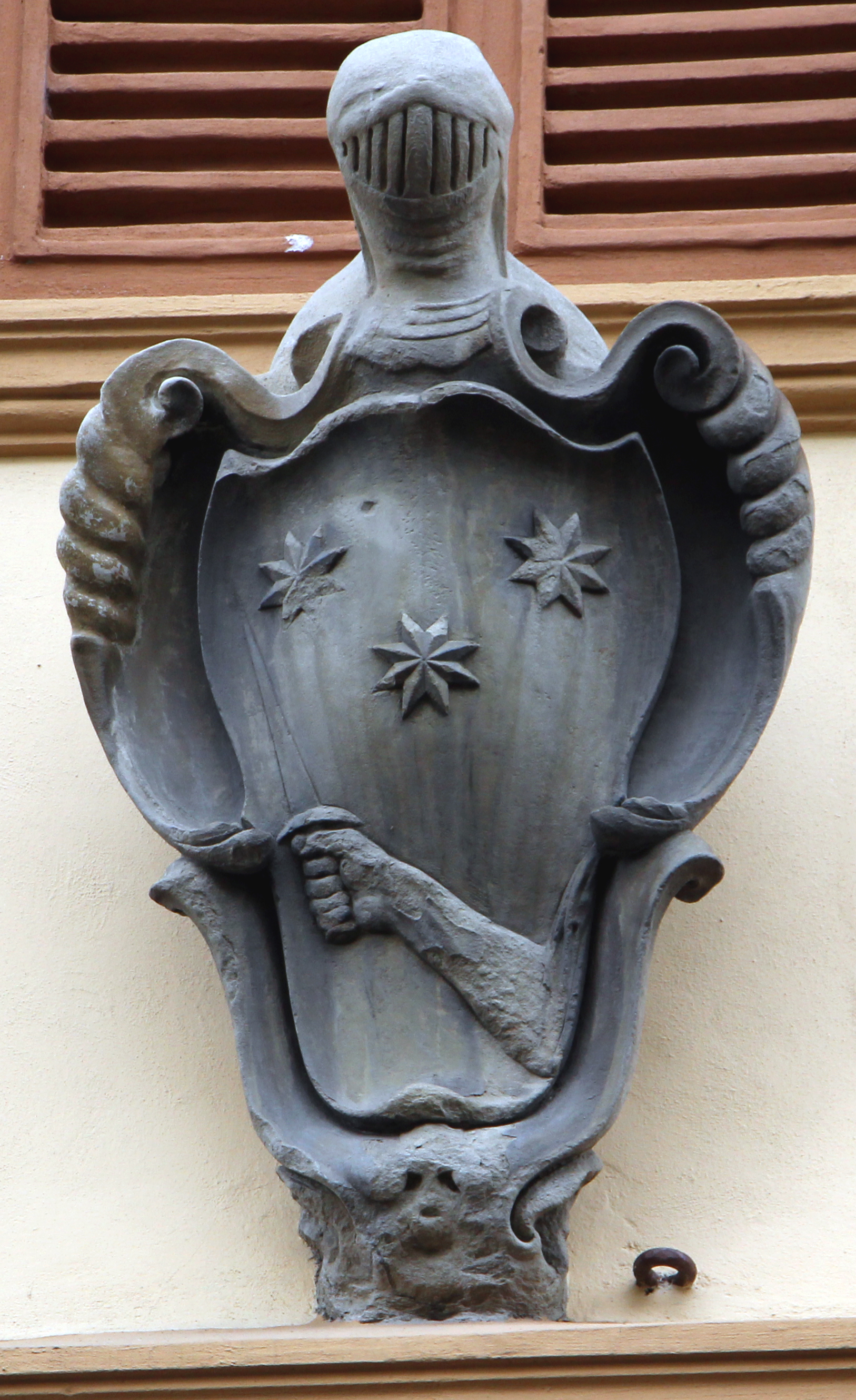
Stemma Schneiderff

Si tratta di un grande edificio che con la propria mole determina buona parte del lato est della piazza, caratterizzato da una serie di fornici che, oggi tamponati e frammentari, un tempo dovevano segnare l'intero tratto, a documentare delle antiche preesistenze della zona, trasformate, unificate e definite nelle attuali forme nei primi decenni dell'Ottocento. 
Ai lati della porzione centrale (per la larghezza di quattro fornici trecenteschi) sono due scudi con una variante dell'arme degli Schneiderff (di rosso, al destrocherio armato al naturale, impugnante una spada alta d'argento, guarnita d'oro; e al capo appuntato d'azzurro, caricato di tre stelle a otto punte d'oro). La presenza dell'arme, le dimensioni della fabbrica e la serrata disposizione delle attuali finestre, attestano di come anche questo edificio facesse parte del rinomato albergo Schneiderff che aveva l'ingresso principale dal palazzo Medici Soderini sul lungarno Guicciardini 19-21. Abbiamo peraltro conferma di un intervento a interessare l'allora piazza dei Soderini (ora intitolata a Nazario Sauro) nelle annotazioni di Francesco Fontani (1822): "... avendo esteso (Antonio Schneiderff) col mezzo di nuovi acquisti di contigue case, ridotte a migliore, e più regolar forma sulla così detta piazza dei Soderini (attuale piazza Nazario Sauro), l'antica abitazione dei Medici, è stata da lui oggi spartita in più e diversi appartamenti e quartieri, anco per grandi e ragguardevoli famiglie d'alta condizione: cosicché il novero delle camere, e sale ad uso dei padroni non è minore di circa centottanta, addobbate tutte con mobili assai decenti nobilmente". 
Un terzo stemma nella porzione in angolo col lungarno, mostra un'aquila bicipite imperiale, un rincontro di toro e la lettera S.
Dell'uso dell'edificio quale struttura alberghiera nel corso del tempo documentano anche le annotazioni che Angiolo Pucci riserva nel secondo/terzo decennio del Novecento al giardino di quello che allora era il Palace Hotel.